# Лістаку (Риуге)
Лістаку (ест. Listaku) — село в Естонії, входить до складу волості Риуге, повіту Вирумаа.